# Blauer Heinrich (Spucknapf)

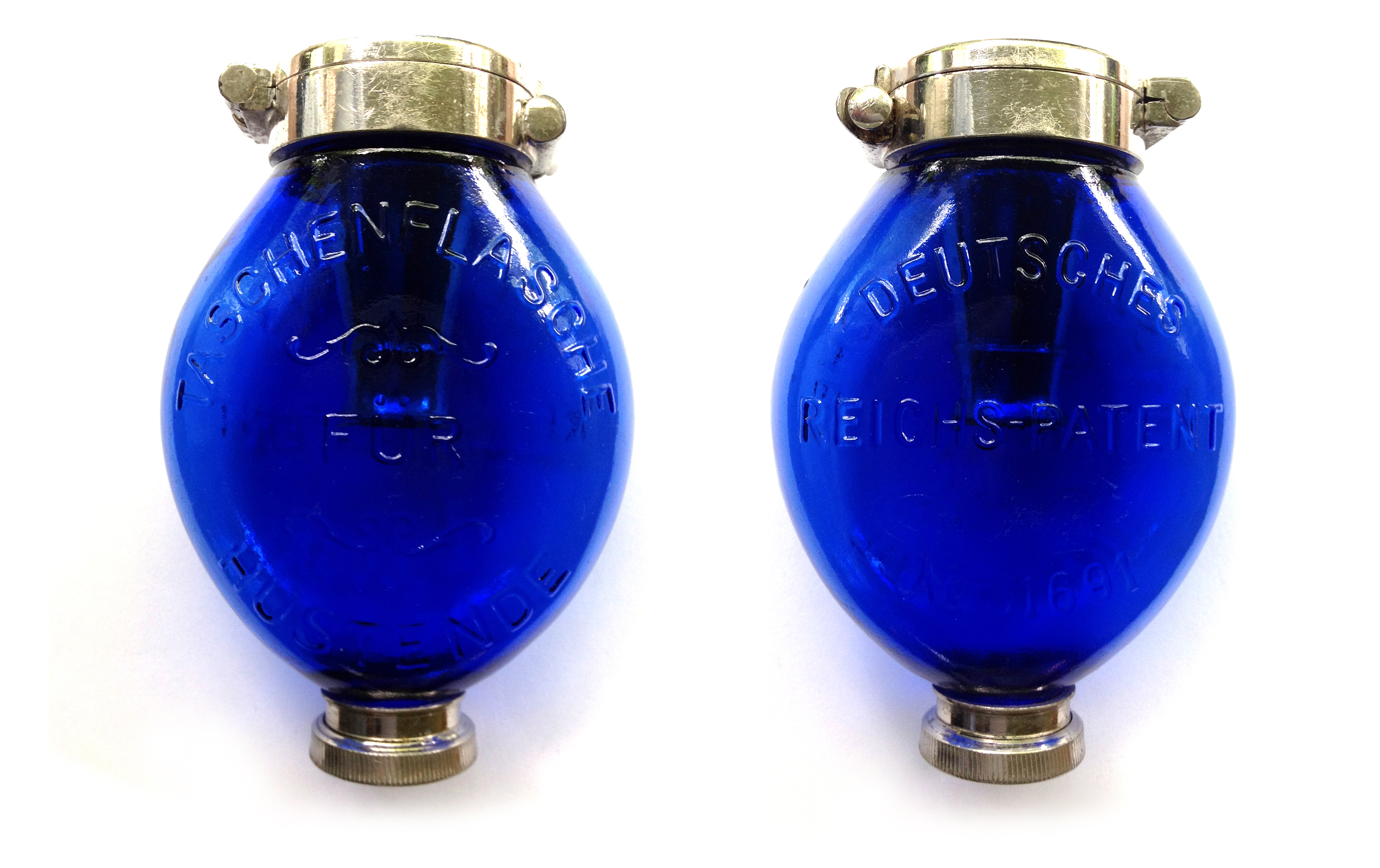
Der erste Blaue Heinrich von 1889. Auf der Vorderseite eingeprägt: Taschenflasche für Hustende. Auf der Rückseite: Deutsches Reichspatent No. 51691. Später wurde beidseitig lediglich mit Dettweilers Signatur markiert.

Blauer Heinrich wurde ein von an Tuberkulose erkrankten Patienten als Taschenspucknapf genutztes eiförmiges Gefäß, bestehend aus einem aus kobaltblauem Glas hergestellten Unterteil und einem mit einer Gummidichtung versehenen Sprungdeckel, genannt. Warum er so hieß, ist ungeklärt. Es gibt eine medizinhistorische Privatsammlung Blauer Heinrich von B. Miller zum Thema Tbc-Geschichte. Diese war bis 1997 auf der Schatzalp und danach im Heimatmuseum Davos ausgestellt. Heute ist diese im Rätischen Museum in Chur eingelagert. Einzelne Teile wurden verschiedentlich in Ausstellungen in Dresden, Wien, Zürich und Chur ausgestellt. Im Englischen spricht man vom Blue Peter oder Blue Henri.

## Der Erfinder
Der Erfinder dieses praktischen Hilfsmittels war Peter Dettweiler, der 1876 die Leitung der neu gegründeten Lungenheilanstalt Falkenstein im Taunus übernahm und sich dort für die Etablierung der Liegekur Verdienste erwarb. 1889, nur wenige Jahre nach der Erstbeschreibung der Tuberkulosebazillen durch Robert Koch, stellte er auf dem 8. Kongress für Innere Medizin in Wiesbaden das von ihm entwickelte Fläschchen vor. Dettweiler betrachtete es als „heilige Pflicht, jedem Hustenden den Gebrauch dieses einfachen, billigen Gerätes“ zur Auflage zu machen. Es wurde für 1,50 ℳ vertrieben. Das entspricht dem heutigen Wert von 12,60 Euro.
„Das Taschenfläschchen für Hustende“ diente dazu, das infektiöse Sputum aufzufangen.
Unter dem Klappdeckel verbirgt sich ein silberner Trichter zur Aufnahme des Sputums. Der Fuß ist abschraubbar, so dass sich das Fläschchen leicht mit Wasser oder einer 5 % Carbollösung durchspülen und reinigen ließ. Die transparente Wandung erlaubte die Blickkontrolle des Füllungsgrads, wobei der unansehnliche Inhalt gleichzeitig durch die kräftige Färbung des Kobaltglases den Blicken Dritter entzogen wurde. Da er einen festsitzenden inneren Trichter aus verchromtem Messing hatte, konnte er, sofern nicht übervoll, selbst beim Umfallen mit offenem Deckel nicht auslaufen. Das Fläschchen konnte über einen mit einer Korkdichtung versehenen Schraubverschluss am Fuß entleert werden.

## Der Hersteller
Die Flasche wurde patentiert von der Firma Gebr. Noelle in Lüdenscheid, nachdem verschiedene andere Firmen erfolglos versucht hatten, den Spezifikationen Dettweilers gerecht zu werden. Das Spezielle an der Flasche war, dass sie sich mit einer Hand öffnen ließ. Die ersten Flaschen hatten die Reichspatentnummer 51691 auf der Frontseite, später wurde die Unterschrift von Dr. Dettweiler verwendet. Auf dem Deckel war der Text „Geheimrath Dr. Dettweiler‘s Taschenflasche für Hustende“ zu lesen.
Die Flasche wurde sehr schnell bei allen Lungenheilstätten in Deutschland und in der Schweiz eingeführt.

## Der Blaue Heinrich in Thomas Manns „Zauberberg“
Im Zauberberg von Thomas Mann erlangte der Blaue Heinrich seine literarische Berühmtheit.
Schon auf der Fahrt vom Bahnhof zum Sanatorium Berghof, wo Hans Castorp seinen kranken Vetter Joachim besucht, darf er einen Blick auf die „flache, geschweifte Flasche aus blauem Glase mit einem Metallverschluß“ werfen. Joachim lässt sie jedoch gleich wieder in seine Manteltasche gleiten, mit den Worten: „Das haben die meisten von uns hier oben. […]. Es hat auch einen Namen bei uns, so einen Spitznamen, ganz fidel.“ Später erfährt Hans Castorp diesen Namen aus dem Mund der ungebildeten Frau Stöhr: „Ganz ohne Überwindung“, so Thomas Mann, „mit störrisch unwissender Miene, brachte sie die fratzenhafte Bezeichnung «Der Blaue Heinrich» über die Lippen.“

## Galerie

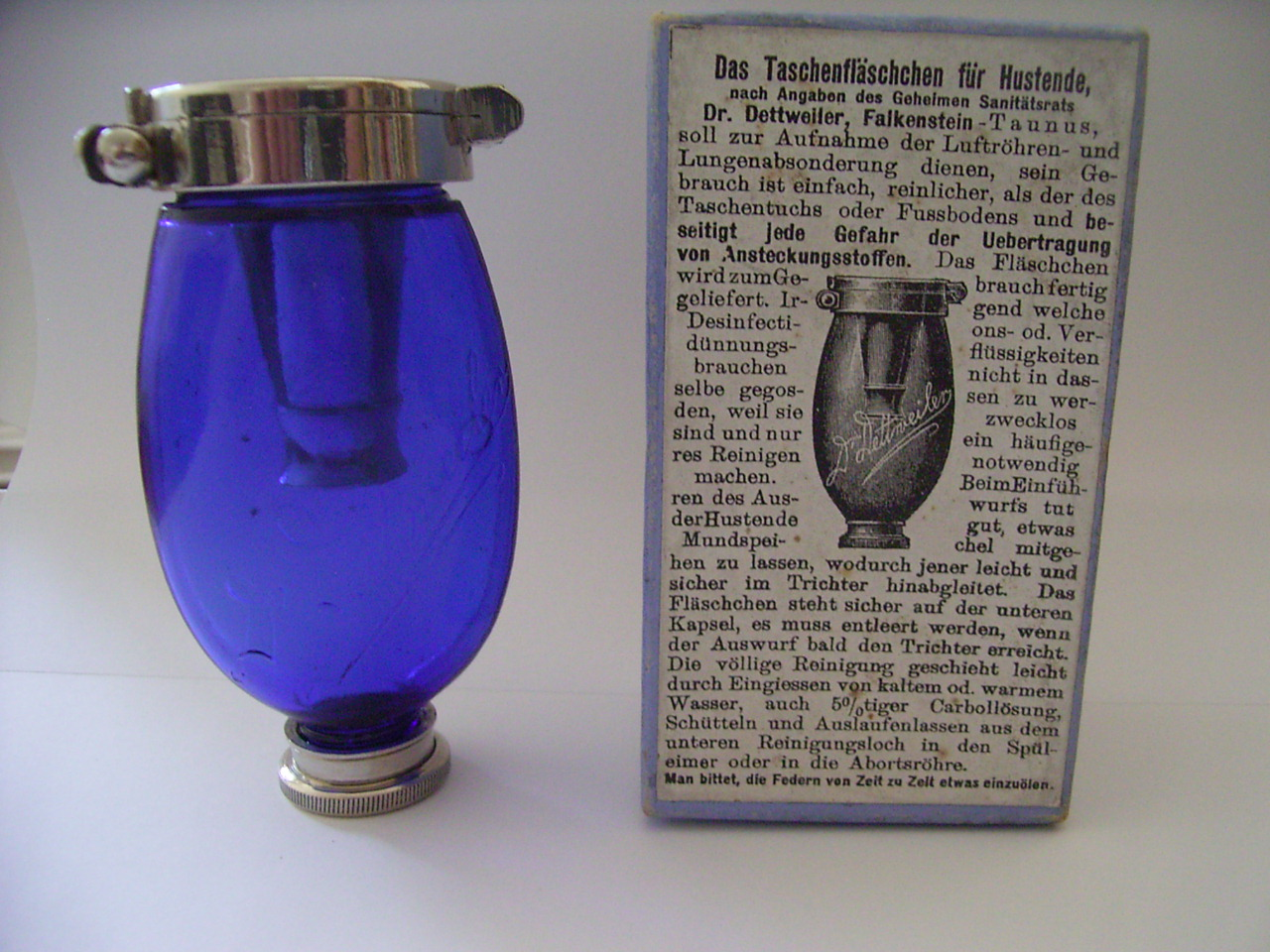
Geheimrath Dr. Dettweiler’s Taschenflasche für Hustende
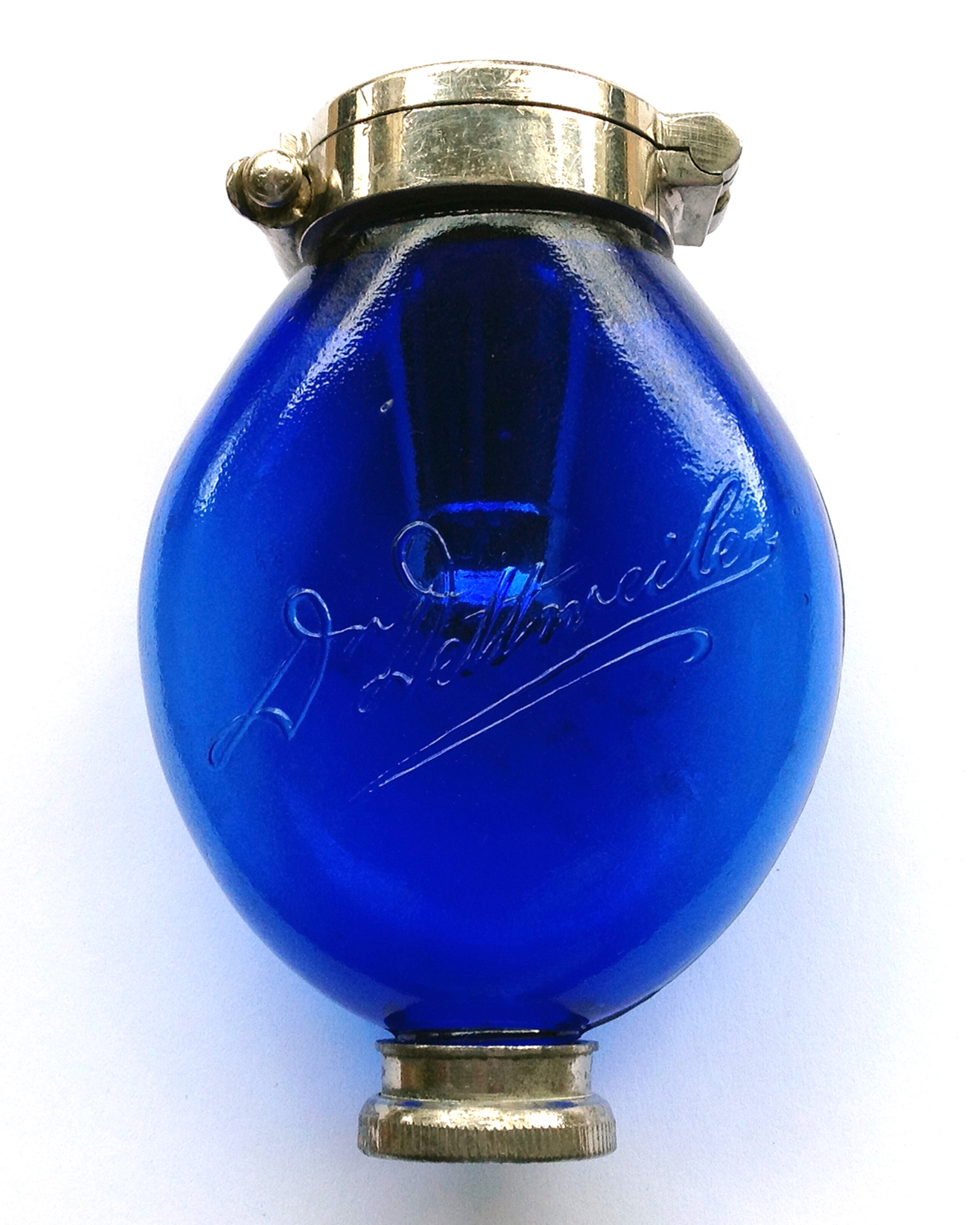
Dettweiler’s Nr. 1 groß
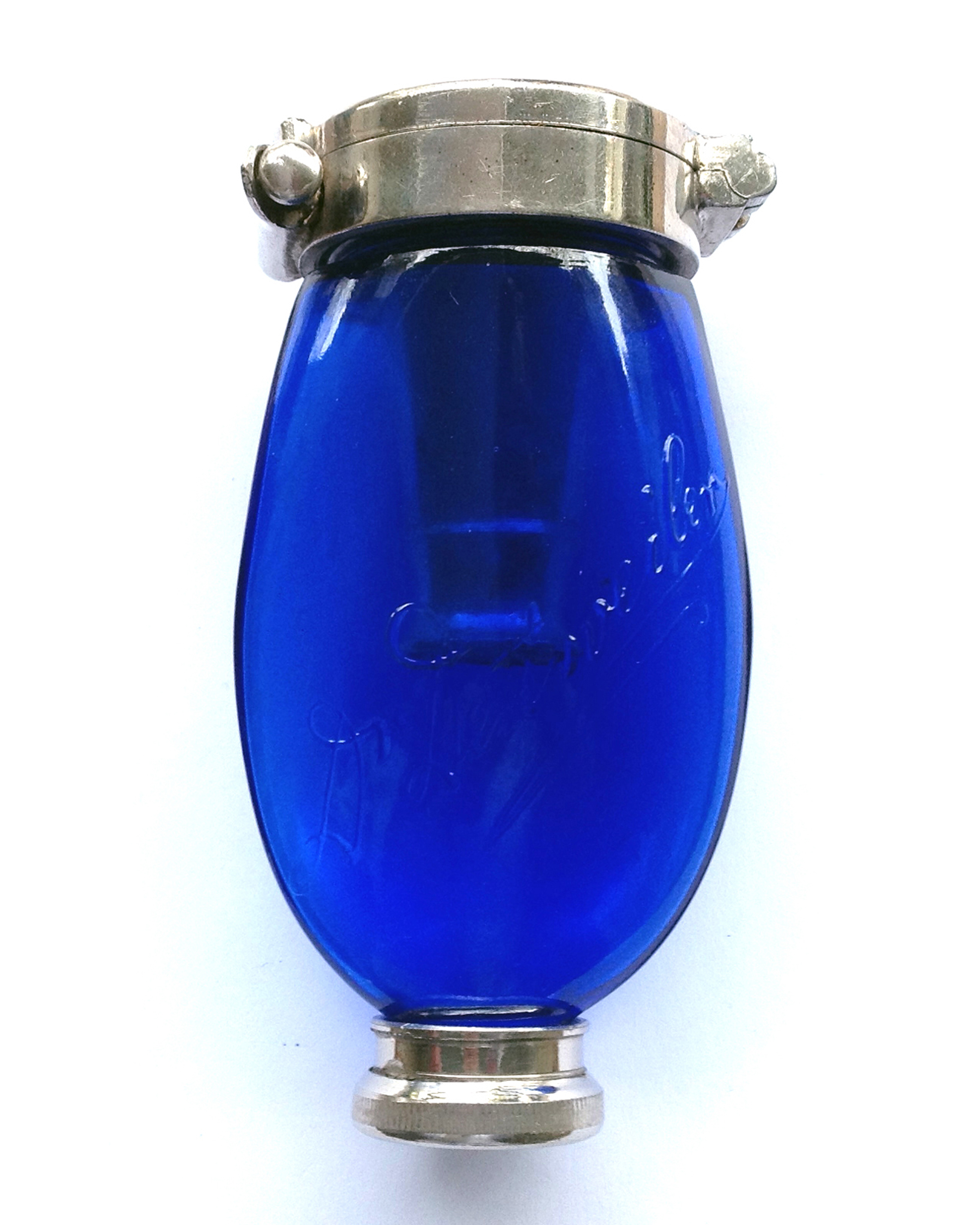
Dettweiler’s Nr. 2 klein
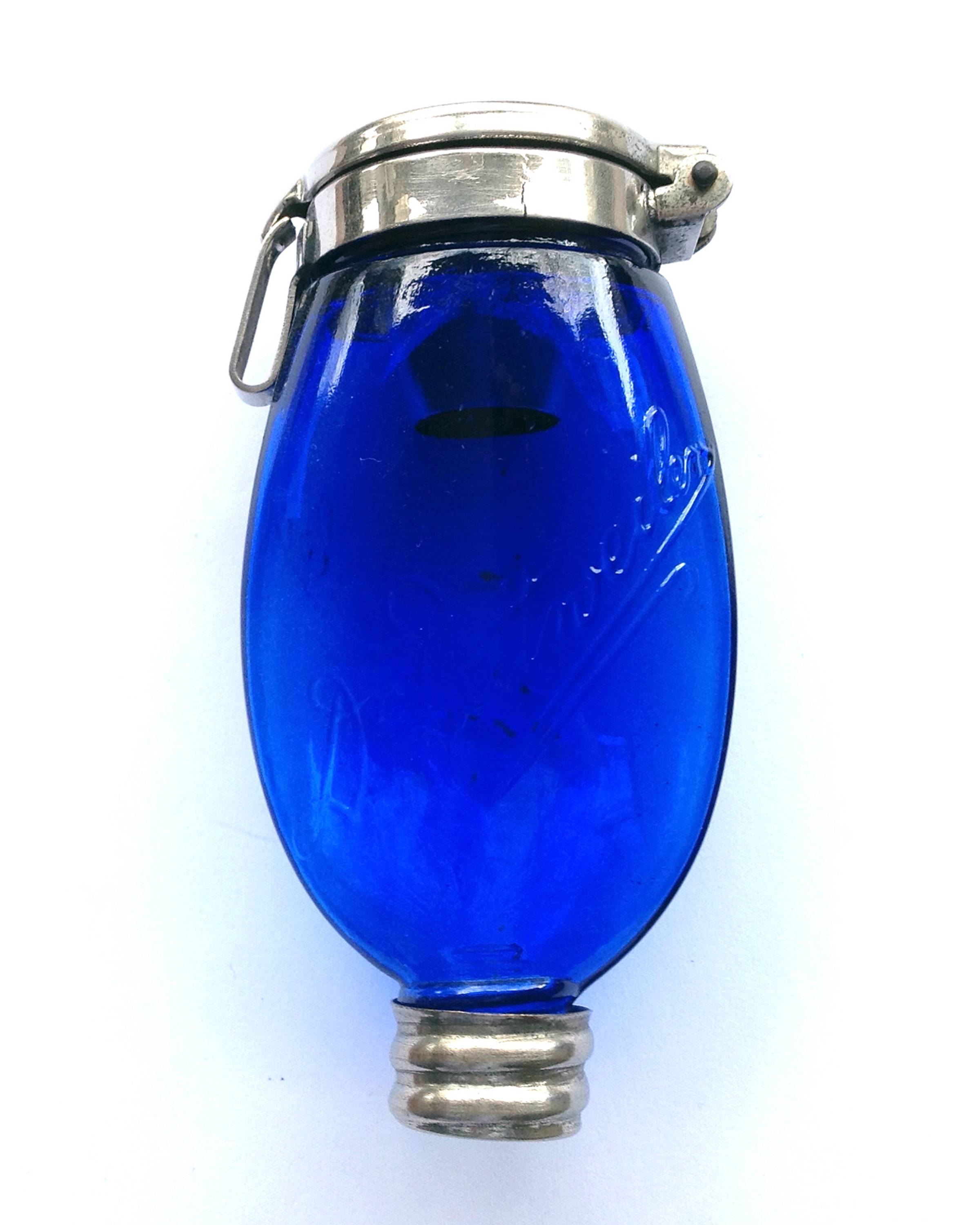
Dettweiler’s Nr. 2 klein. Sparversion mit einfachen Verschlüssen
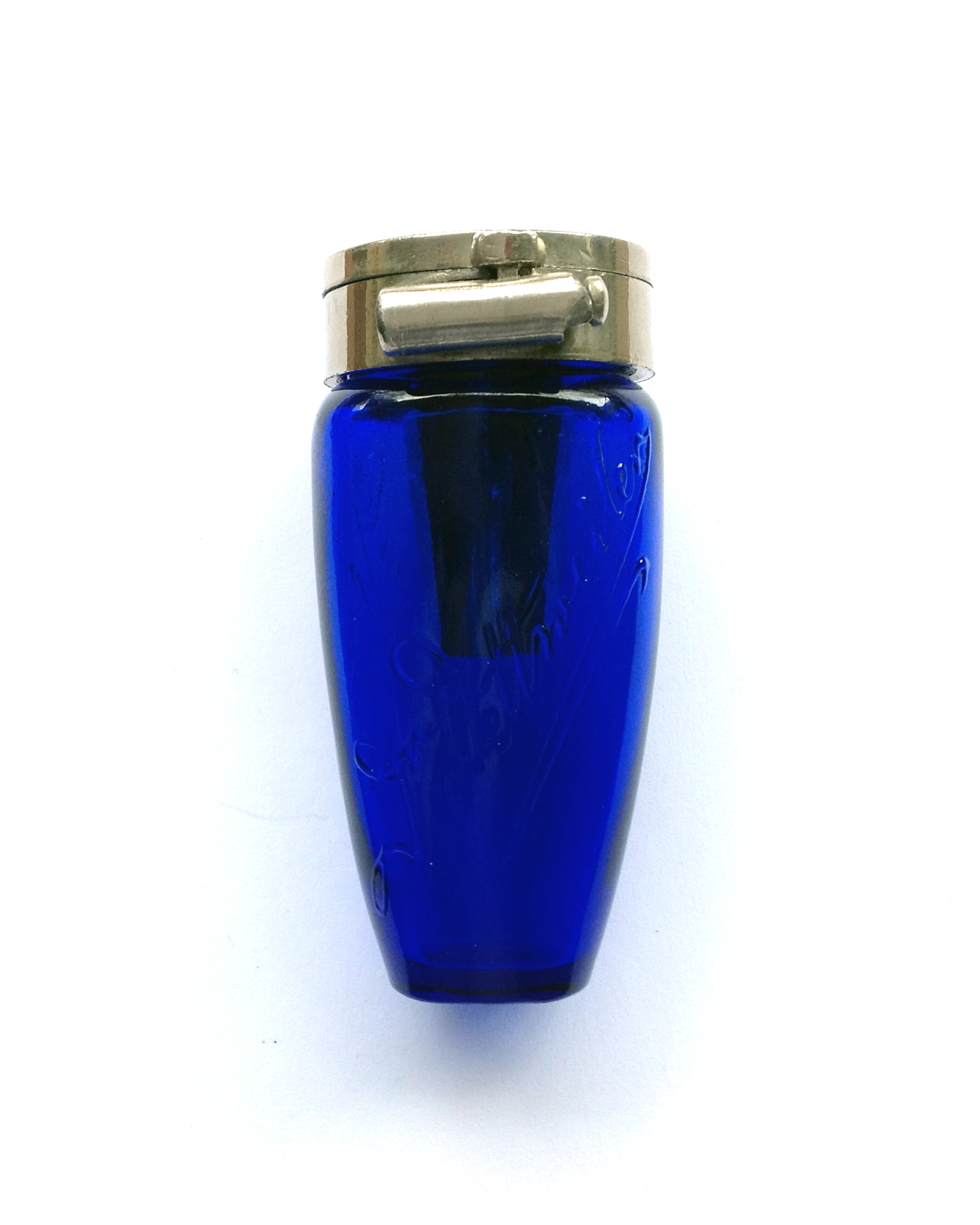
Dettweiler’s Miniflasche. Extrem diskret, ohne Bodenkappe
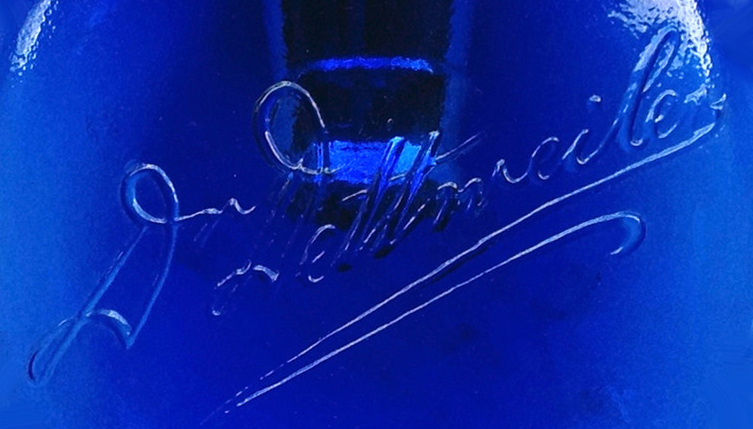
Dettweilers Signatur zur Markung in den Glaskörper geprägt
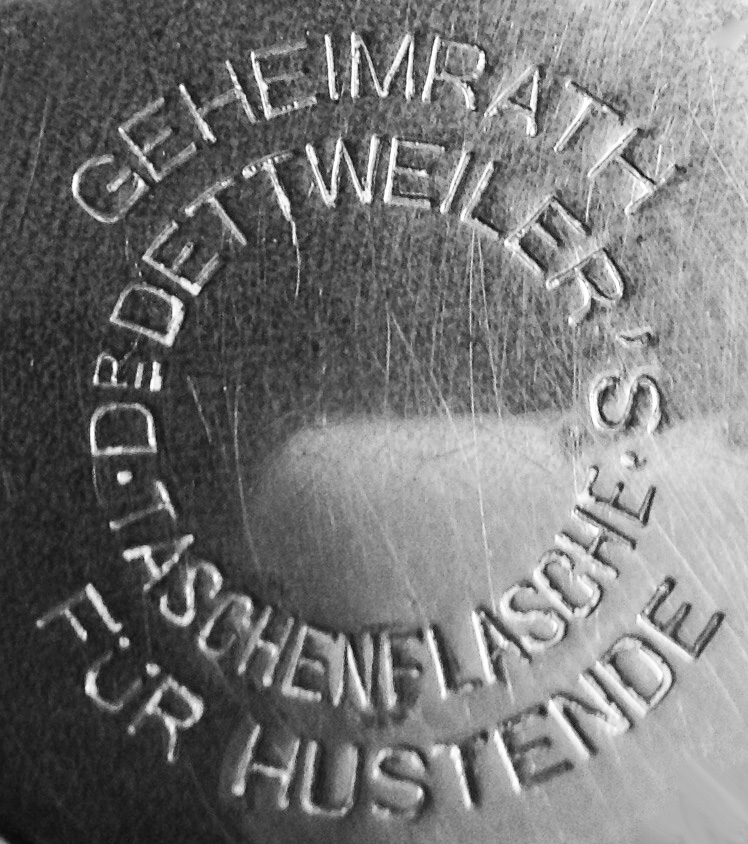
Markung auf dem Deckel von Dettweiler’s Taschenflaschen
Gebrauchsanleitung für das Taschenfläschchen für Hustende